# Hypodynerus maypinus
Hypodynerus maypinus är en stekelart som först beskrevs av Henri Saussure 1852.  Hypodynerus maypinus ingår i släktet Hypodynerus och familjen Eumenidae. Inga underarter finns listade i Catalogue of Life.